# Zajtrk na travi (Monet)
Zajtrk na travi, tudi Zajtrk v zelenem (francosko Le Déjeuner sur l'Herbe) je slika francoskega slikarja Clauda Moneta, ki je nastala leta 1865 kot odgovor na istoimensko sliko njegovega kolega Édouarda Maneta. Slika z merami 4,6 do 6 metrov je ostala nedokončana in bila kasneje razrezana na tri dele. V Musée d'Orsay sta dva ohranjena dela slike.

## Opis
Na sliki, v izvirni obliki, je bilo dvanajst ljudi, oblečenih v takratno pariško modo, ki so imeli piknik na sončni jasi v brezovem gozdu. Prikazane figure so združene na beli odeji za piknik, na kateri je predstavljena hrana. Razpoloženje v tem naravnem prostoru večinoma ustvarja igra svetlobe in sence.

## Zgodovina
Na Pariškem salonu leta 1865 so Monetu dovolili prikazati dve mornariški sliki, ki sta dosegli pozitiven odziv, zaradi česar je Claude Monet načrtoval razstavo na Salonu leta 1866 z  monumentalno sliko Zajtrk na travi ki je4 ni mogel dokončati. Camille Doncieux, s katero je Monet vstopil v odnos, je bila model na tej sliki.
Monetova ljubica Camille in njegov prijatelj Frédéric Bazille sta sedela in stala v Fontainebleaujskem  gozdu kot modela za figure na sliki, in ju je posnel v predhodni študiji. To je v studiu v Parizu prenesel od oktobra 1865 v velikem formatu, vendar je moral malo pred začetkom Salona ugotoviti, da ne bo mogel pravočasno dokončati slike. Sam Monet je prevzel ključno mesto v tem delu in mu dodelil posebno mesto v svojem studiu, kjer so ga obiskovalci lahko občudovali.
Ker je monumentalna oblika onemogočila delo na prostem, je bila slika ustvarjena v studiu. Slika je ostala nedokončana, nenazadnje zaradi kritike Gustava Courbeta. Zavrnil ga je tudi Monet, kot tudi Salon. Sliko je moral kasneje zaradi dolga zapustiti svojemu najemodajalcu kot zastavo. Ker je sliko hranil v svoji vlažni kleti že šest let, se je poškodovala okoli robov. Ko je Monet leta 1884 ponovno dobil sliko, je bila zelo poškodovana in jo je bilo treba obrezati na robovih. Samo dva dela je lahko obnovil.
Obstajajo tri predhodne študije. Te so v muzeju Marmottan Monet v Parizu, v Narodni galeriji v Washingtonu in muzeju Puškin v Moskvi.

## Zgled
Sliko je načrtoval Monet v slogu Manetove slike Zajtrk na travi iz leta 1863, ki je povzročila škandal zaradi golote, ki je bila prikazana brez kakršnekoli mitološke povezave. Monet je občudoval dela Maneta, s katerimi je imel tesnejše stike od leta 1866. Vendar je Monet želel svojo sliko bolj uskladiti z okusom gledalcev.
V nasprotju z Manetovo sliko, Monetov Zajtrk na travi ni nastajal samo v studiu, ampak na prostem (en plein air). Druga razlika je bila opustitev provokacije v predstavitvi podobe, da bi se prilagodila okusu umetniško zainteresirane publike, saj je Monet iskal prepoznavnost v Salonu, ki je še ni našel. Figure so v naravni velikosti in videti bolj realistične kot v delih Maneta in Gustava Courbeta.